# Оливер, Джордж
Джордж Чарльз Оливер (англ. George Charles Oliver; 18 января 1883, Тампа, Флорида — 20 августа 1965, Тампа, Флорида) — американский гольфист, бронзовый призёр летних Олимпийских игр 1904 года.
На Играх 1904 года в Сент-Луисе Оливер участвовал в двух турнирах. В командном он занял 30-е место, и в итоге его команда стала третьей и получила бронзовые награды. В одиночном разряде он занял 50-е место в квалификации и не прошёл в плей-офф.